# Élection présidentielle américaine de 1944 en Idaho
L'élection présidentielle américaine de 1944 en Idaho a lieu le 7 novembre 1944 comme dans les 47 autres États qui composent alors les États-Unis. Les électeurs idahoains choisissent des grands électeurs pour les représenter dans le collège électoral à travers un vote populaire. L'Idaho dispose en 1944 de 4 grands électeurs. L'État donne l'ensemble de ses grands électeurs au candidat du Parti démocrate, le président des États-Unis sortant Franklin Delano Roosevelt. 
Le candidat vainqueur de ce scrutin dans tout le pays sera également Roosevelt, qui débutera un quatrième mandat à la présidence des États-Unis le 20 janvier 1945 mais décèdera le 12 avril suivant. Harry S. Truman, colistier de Roosevelt lors de l'élection de 1944 et jusqu'ici vice-président, deviendra alors président